# Факт
Факт (лат. factum букв. «сде́ланное») — термин, в широком смысле может выступать как синоним истины; событие или результат; реальное, а не вымышленное; конкретное и единичное в противоположность общему и абстрактному.
В философии науки факт — особое предложение, фиксирующее эмпирическое знание, утверждение или условие, которое может быть верифицировано. Факт противопоставляется теории или гипотезе. Научная теория описывает и объясняет факты, а также может предсказать новые. Утверждение, которое не может быть непосредственно подтверждено или опровергнуто, называется предположением или мнением.
В современной философии науки распространены две основные концепции факта: фактуализм и теоретизм. Первая утверждает автономность фактов по отношению к теории, подчёркивая независимость формулировки фактов от теоретических построений. Согласно второй, факты полностью зависят от теории, в зависимости от выбора теоретической позиции, факты могут изменяться. Распространены и подходы, суммирующие в себе две указанные концепции и признающие одновременно теоретическую нагруженность фактов и их автономный по отношению к теории характер.

## Концепции факта в философии науки
Существуют различные концепции факта. В логическом позитивизме факты рассматривались как непосредственно данные в опыте элементарные события или явления. Факты выражаются в форме протокольных предложений — элементарных утверждений об этих событиях. Эти утверждения могут быть проверены (верифицированы) и таким образом устанавливается их истинность или ложность. На идеи логических позитивистов значительное влияние оказал Логико-философский трактат Л. Витгенштейна. Факт, согласно Витгенштейну, — «то, чему случается (случилось) быть».
Истоки другого подхода к фактам, акцентирующего внимание на их теоретической нагруженности, можно обнаружить в немецкой философии — у Канта, подчёркивающего обусловленность феномена априорными формами, и у Гёте, утверждавшего, что сами факты носят характер теории. Эти идеи получили своё развитие и детальную разработку в рамках неокантианства, представители которого выступали с критикой позитивизма, опиравшегося на одни лишь факты. Основываясь на кантовском учении об априорности, неокантианцы (Коген, Наторп) рассматривали научные факты как обусловленные теоретическими установками исследователя. Факты рассматриваются не как объясняющие, но как предмет объяснения. В рамках разработанного Когеном трансцендентального метода факты обосновываются как результат истолкования априорных элементов (предварительно констатированных на метафизическом уровне) как элементов сознания. Факты, таким образом, приобретают характер твёрдо установленных элементов содержания сознания. При этом представители Баденской школы неокантианства (Виндельбанд), в целом разделяя подход Марбургской школы (Коген, Наторп) к фактам как обусловленным априорными формами сознания, в отличие от последних различали факты естественно-научные и факты «наук о духе». Последние мыслятся баденцами как обусловленные не только априорными формами чистого разума, но и принципами разума практического — ценностями и идеалами.
В рамках постпозитивизма, представлявшего собой критическую реакцию на программу логических позитивистов, вновь обращается внимание на теоретическую нагруженность фактов. Состоящий из фактов эмпирический базис науки рассматривается как рациональная конвенция, то есть соглашение, основанное на принятых теоретических положениях. Факты трактуются как обусловленные теорией, а дихотомия эмпирического и теоретического ставится под сомнение.
В современной философии науки обе указанных тенденции имеют хождение и часто обозначаются как фактуализм и теоретизм. В рамках первой подчёркивается независимость и самостоятельный характер фактов по отношению к теории; в рамках второй — зависимость фактов от теоретических соглашений. Распространён и подход, критикующий обе крайности и признающий одновременно как теоретическую нагруженность фактов, так и их автономный характер.

## Факт в естественных науках
В естественных науках факты — основа для построения теории. В наиболее общем смысле, научный факт — объективное и проверяемое наблюдение. Объективность здесь означает независимость от наблюдателя: независимо от того, кто проводит эксперимент, его наблюдаемые результаты должны оставаться неизменными. К фактам относят также утверждения, доказанные в рамках научной картины мира («научный факт»). В этой связи в научном сообществе обсуждаются вопросы о характере процессов, в результате которых утверждение становится общепризнанным фактом, а также о границе, отделяющей теории от фактов, возможно ли их чётко разделить и т. д.

## Исторический факт
В исторической науке выделено два типа исторических фактов: собственно исторический факт и научно-исторический факт.
Исторический факт — это действительное событие, имевшее место и обладающее всегда следующими характеристиками: локализованностью во времени и пространстве, объективностью и неисчерпаемостью. Историческое время представлено хронологическими категориями: год, тысячелетие, эра, период, этап и действиями (соотнесения, сопоставления, определения длительности и последовательности, соотнесения синхронности/асинхронности).
Многие ученые выделяли 3 категории исторических фактов:
1. Объективно существующие факты действительности, находящиеся в определённых пространственно-временных рамках и обладающие материальностью (исторические события, явления, процессы);
2. Факты, отраженные в источниках, информация о событии;
3. «Научные» факты, добытые и описанные историком.

Научно-исторический факт — это исторический факт, который стал объектом деятельности историка учёного; результат умозаключения, основывающегося на следах, оставленных прошлым.